# Comuna Urojaine, Sovietskîi
Urojaine (în ucraineană Урожайне) este o comună în raionul Sovietskîi, Republica Autonomă Crimeea, Ucraina, formată din satele Prîsîvașne și Urojaine (reședința).

## Demografie
Componența lingvistică a comunei Urojaine
     Rusă (56,76%)
     Ucraineană (13,2%)
     Tătară crimeeană (11,89%)
     Alte limbi (0,19%)
Conform recensământului din 2001, majoritatea populației comunei Urojaine era vorbitoare de rusă (56,76%), existând în minoritate și vorbitori de ucraineană (13,2%) și tătară crimeeană (11,89%).